# Elvis & Jesus & Jag
"Elvis, Jesus och jag" är även titeln på en roman av Emer McCourt.
Elvis & Jesus & Jag är det femte studioalbumet av den svenske trubaduren Lars Demian, utgivet 1997 på Anderson Records. Det producerades av Demian och Simon Nordberg och gästas av Sara Isaksson och Thomas Di Leva.

## Låtlista
Alla låtar är skrivna av Lars Demian.
1. "Om ingenting" – 4:00
2. "Aldrig en syster" – 3:42
3. "En förlorad vän" – 5:51
4. "På festival" – 4:43
5. "Elvis & Jesus & jag" – 5:48
6. "Svinen" – 5:49
7. "Knark" – 4:04
8. "Fri" – 2:42
9. "Stolt" – 3:16
10. "Så kan det gå" – 4:29
11. "Trots allt" – 8:55

## Listplaceringar
| Lista (1997)        | Högsta placering |
| ------------------- | ---------------- |
| Svenska albumlistan | 41               |

## Medverkande
- Daniel Bingert – gitarr
- Lars Demian – framförare, producent
- Backa Hans Eriksson – bas
- Micke Eriksson – samplingar
- Sara Isaksson – sång
- Thomas Di Leva – sång
- Johan Lindström – gitarr
- Ricard Nettermalm – trummor, slagverk
- Simon Nordberg – Hammondorgel, producent
- Jerker Odelholm – bas
- Barry Paskin – predikan
- Snyko – stråkar
- Klas Åhlund – gitarr

Källa